# Ana Nova
Ana Nova (Magdeburgo, 5 giugno 1975) è un'ex attrice pornografica tedesca.

## Biografia
Prima di entrare nell'industria del porno, Anna Nova era un'assistente odontoiatria. Ha due fratelli minori e nella prima giovinezza si trasferì da Magdeburgo a Berlino dove cominciò a lavorare come modella.
La Nova iniziò la sua carriera pornografica nel 2000 in Germania quando firmò un contratto in esclusiva con la casa di produzione tedesca "Goldlight" con lo pseudonimo di "Tara Young". In questo periodo girò circa 20 film, secondo una sua dichiarazione. Nel 2001 vinse il Venus Award come "Best New Female Starlet" con il nome di Tara Young.
Nel 2004 continuò la sua carriera negli Stati Uniti e a causa di alcuni problemi di copyright cambiò il suo nome in "Ana Nova". Attualmente vive a Los Angeles e a Berlino.
Secondo il sito IAFD, la sua carriera di attrice s'è svolta negli anni dal 2000 al 2015 .

## Premi e nomination
- 2001 Venus Award vincitrice – Best New Female Starlet (Germany)
- 2004 AVN Award nomination – Female Foreign Performer of the Year
- 2004 AVN Award nomination – Best Three-Way Sex Scene (Video) – Ass Stretchers (con Julie Night e Mr. Pete)[2]

## Filmografia
- Una supplente in provincia (2001)
- Il barbiere di Sicilia (2001)
- Sotto  l'abito talare si nasconde un grande affare (2001)
- Il mondo perverso delle Miss (2001)
- Nonno (2001)
- Nacho: Latin Psycho 2 (2002)
- Nosferatu (2002)
- Sweet Cheeks 4 (2002)
- 2 Dicks In 1 Chick 2 (2003)
- 2 On 1 15 (2003)
- 6 Black Sticks 1 White Trick 1 (2003)
- A2M 2 (2003)
- All About Ass 14 (2003)
- Amateur Angels 13 (2003)
- American Ass 1 (2003)
- Anal Addicts 11 (2003)
- Anal Instinct 1 (2003)
- Anal Trainer 5 (2003)
- Anal University 12 (2003)
- Ass Eaters Unanimous 2 (2003)
- Ass Stretchers 1 (2003)
- Babes In Pornland 19: Bikini Babes (2003)
- Bark Like A Dog (2003)
- Big Wet Asses 1 (2003)
- Black And White Passion 5 (2003)
- Black on White Crime 2 (2003)
- Blow Me Sandwich 1 (2003)
- Booty Bandits (2003)
- Bottom Feeders 7 (2003)
- Busty Beauties 4 (2003)
- Butt-a-bang (2003)
- Campus Confessions 6 (2003)
- Cum Dumpsters 4 (2003)
- Cumstains 1 (2003)
- Deep Oral Teens 9 (2003)
- Double Decker Sandwich 1 (2003)
- Double Stuffed 1 (2003)
- Gangland 42 (2003)
- Girl Crazy 1 (2003)
- Grand Theft Anal 1 (2003)
- Heavy Metal 4 (2003)
- Hook-ups 3 (2003)
- Hot Bods And Tail Pipe 27 (2003)
- Internal Cumbustion 3 (2003)
- Interracial Nation 5 (2003)
- Juggernauts 1 (2003)
- Kill For Thrills (2003)
- Make My Butt Cum 2 (2003)
- Miserie e Nobiltà (2003)
- Pussy Whipped 2 (2003)
- Runaway Butts 7 (2003)
- Search and Destroy 4 (2003)
- Sexville (2003)
- Talkin' 'bout White Chix (2003)
- Teens With Tits (2003)
- Top Guns 1 (2003)
- Train My White Ass 5 (2003)
- Un-natural Sex 9 (2003)
- Up Your Ass 21 (2003)
- Wild On Sex 1 (2003)
- Young Blonde Voyeurs 1 (2003)
- Apprentass 1 (2004)
- Biggz And The Beauties 7 (2004)
- Black Up That White Ass 2 (2004)
- Born Whores 1 (2004)
- Broken English (2004)
- Butthole Reamers (2004)
- Buttwoman iz Lauren Phoenix (2004)
- Cum Tasters (2004)
- DD Pizza Girls (2004)
- Deep Cheeks 11 (2004)
- Euro Domination 2 (2004)
- Fine Ass Babes 3 (2004)
- Fuel Injected 2 (2004)
- Greased Lightning (2004)
- Hot Rats (2004)
- I Like It Black And Deep In My Ass 5 (2004)
- I Want a Big Black Dick In My Little White Hole (2004)
- Iron Head 2 (2004)
- Juicy 2 (2004)
- Juicy Creampies 1 (2004)
- Lair Of Sin (2004)
- Les Perversions 6 (2004)
- Look What's Up My Ass 4 (2004)
- MILF Cruiser 1 (2004)
- Nina Hartley's Guide to Double Penetration (2004)
- Open For Anal 1 (2004)
- Panty Drawer (2004)
- Perfect Bunnys (2004)
- Pole Position 2 (2004)
- Pussyman's Decadent Divas 23 (2004)
- Rectal Rooter 6 (2004)
- Sex Trainer (2004)
- So Many White Women So Little Time (2004)
- Ticket 2 Ride (2004)
- Xvizion 2 (2004)
- XXX Platinum Blondes 2 (2004)
- Absolute Ass 4 (2005)
- Ass Factor 2 (2005)
- Ass Jumpers 1 (2005)
- Assed Out 3 (2005)
- Big Titty White Girls 1 (2005)
- Black In The Ass 5 (2005)
- Blowjob Fantasies 22 (2005)
- Bridgette Kerkove's Anal Angels 2 (2005)
- Club Hooters 4 (2005)
- Craving Black Cock 2 (2005)
- Crush That Ass (2005)
- Cum Buckets 4 (2005)
- Cumstains 6 (2005)
- Deviant DP Girls 2 (2005)
- Double D POV 2 (2005)
- Dreams Gone Wild (2005)
- Fire in the Hole (2005)
- Here Cumz Santa (2005)
- If It Ain't Black Take It Back 4 (2005)
- Key To Sex (2005)
- Lust In Leather (2005)
- My Neighbors Daughter 10 (2005)
- Naked Red Lips (2005)
- Nasty Hard Sex 4 (2005)
- Nuttin' Hunnies 3 (2005)
- Riding The Curves 3 (2005)
- Searching For: The Anal Queen 1 (2005)
- She Takes Two 2 (2005)
- Shut Up And Fuck Me 2 (2005)
- Slick Chicks Black Dicks (2005)
- Smokin' Blowjobs 2 (2005)
- Taboo 3 (2005)
- Taboo 6 (2005)
- Ty Endicott's Smokin' POV 4 (2005)
- Very Very Bad Santa (2005)
- Worship This Bitch: Jazmin Edition (2005)
- Ass Fucked 5 (2006)
- Big Titties 4 (2006)
- Boss (2006)
- Butt Blassted 3 (2006)
- College Teachers in Heat (2006)
- Crow In The Snow (2006)
- Dirrty 5 (2006)
- Double D Babes 1 (2006)
- Girls Of Amateur Pages 8 (2006)
- Hellfire Sex 7 (2006)
- Hot Mama's (2006)
- I Love Lauren (2006)
- Innocent Desires 1 (2006)
- Jackin' The Bean Stalk (2006)
- MILF Obsession 1 (2006)
- MILF Slammers 1 (2006)
- Mistaken Identity (2006)
- Nasty Hardcore Fucking (2006)
- Nasty Universe 1 (2006)
- Off The Rack 6 (2006)
- Pussy Party 19 (2006)
- Ronnie James' Anal POV (2006)
- Squirt Showers 1 (2006)
- Suck It Til It Pops (2006)
- Tailgunners (2006)
- Unwritten Love (2006)
- White Girls Never Say No (2006)
- Anytime Girls (2007)
- Big Tits Mother Fucker 1 (2007)
- Big Tits Mother Fucker 2 (2007)
- California Orgy 1 (2007)
- Chocolate Lovin' Moms 2 (2007)
- City Sex (2007)
- Crazy Big Asses 1 (2007)
- Cum Play With Me 4 (2007)
- Dark Side of Memphis (2007)
- Decadence (2007)
- Gaped Crusaders 2 (2007)
- Great Big Tits 3 (2007)
- Grudge Fuck 8 (2007)
- Hit Me With Your Black Cock (2007)
- I Need 2 Black Men (2007)
- Kink (2007)
- MILF Bonanza 3 (2007)
- MILF Lessons 12 (2007)
- Mother Humpin 3 (2007)
- P.O. Verted 7 (2007)
- Phat Ass Tits 4 (2007)
- Pleasure Principle (2007)
- Slam It! In a Slut (2007)
- Soccer MILFs 1 (2007)
- Taboo: Maximum Perversions (2007)
- Tit For Tat (2007)
- Triple Threat 5 (2007)
- Viva La Van (2007)
- White Chicks Gettin' Black Balled 20 (2007)
- X Cuts: Drilled 4 (2007)
- Beautiful Older Women 3 (2008)
- Bizarre By Nature 2 (2008)
- Black In My Crack 3 (2008)
- Cum in My Mom (2008)
- Fuck Mommy's Big Tits 2 (2008)
- Fucking Santa Claus (2008)
- Greedy Girl 2 (2008)
- Kid Bengala Vs. Biggz (2008)
- Lesbians Love Sex 1 (2008)
- Mandingo's Desperate Housewives 2 (2008)
- Mini Van Moms 10 (2008)
- Mommy Got Boobs 2 (2008)
- Mommy Needs Money 1 (2008)
- Sperm Banks 6 (2008)
- Tittanic (2008)
- When Cougars Attack 1 (2008)
- Anal Sluts And Sweethearts 13 (2009)
- Big Butts Like It Big 3 (2009)
- Club Katja (2009)
- Cougar Sex Club 2 (2009)
- Manuel Ferrara Unleashed (2009)
- MILF Madness 2 (2009)
- My Buddy's Hot Mom 5 (2009)
- Porn Stars...Ultimate Sex Partners (2009)
- Pornhouse Vixens (2009)
- All Girl Revue 9 (2010)
- Cream on My Black Pop 3 (2010)
- I Like Em White 1 (2010)
- Interracial Mania (2010)
- Monster Cock POV 4 (2010)
- Official Bounty Hunter Parody 1 (2010)
- Rap Video Auditions 6 (2010)
- See My Wife 3 (2010)
- We Wanna Gangbang Your Mom 8 (2010)
- Built To Fuck: Sexy Coeds In Heat (2011)
- Fuck My Mom Hard Mandingo (2011)